# Petasodes dominicana
Petasodes dominicana är en kackerlacksart som först beskrevs av Hermann Burmeister 1838.  Petasodes dominicana ingår i släktet Petasodes och familjen jättekackerlackor. Inga underarter finns listade i Catalogue of Life.